# 河部真道
河部 真道（かわべ まさみち）は、日本の漫画家。作品に『バンデット –偽伝太平記–』、『KILLER APE』、『鬼ゴロシ』がある。2020年より『週刊漫画ゴラク』（日本文芸社）にて、『鬼ゴロシ』を連載。

## 来歴
小学生のころ、よく子供向けの歴史学習まんがを読んでいた。特に足利尊氏の巻での、仲間だったはずの尊氏・足利直義・高師直がラスト2ページで突然殺し合い、ほぼ全滅して終わる展開（観応の擾乱）に衝撃を受けたことが、後の『バンデット –偽伝太平記–』の連載に繋がったという。
2012年、愛媛県の大学に在学中だった20歳の時に描いた『ライズ』が第32回MANGA OPEN 森高夕次賞を受賞、『モーニング』（講談社）本誌に掲載。同作（50ページ）は、焼き鳥屋でバイトをしながら5ヶ月かけて地道に描いたという。
森高からは「こういう人こそ、5年後くらいにモーニングで週刊連載をやっててもおかしくないんじゃないか？」との評価を受けるが、その予言より1年早く、4年後の2016年に『モーニング』本誌で南北朝時代の動乱と悪党たちを題材にした『バンデット –偽伝太平記–』を連載開始する。同作で連載デビューを果たす。
2018年には続けて同誌に、歴史上の数多の戦争たちを舞台としたSF作品『KILLER APE』を連載。
2020年からは『週刊漫画ゴラク』（日本文芸社）にて鬼の伝承の残る地方都市での復讐劇『鬼ゴロシ』を連載。同作は映画化が発表され、2024年に完結。

## 作品リスト

### 連載
- ボッチャン（『モーニング』2015年49号[4] - 2015年52号） - 短期集中連載[4]
- バンデット –偽伝太平記–（『モーニング』2016年45号[8] - 2017年48号、全6巻） - 連載デビュー作[1]
- KILLER APE（『モーニング』2018年48号[10] - 2019年48号、全5巻）
- 鬼ゴロシ（『週刊漫画ゴラク』2020年7月31・8月7日合併号[2] - 2024年12月6日号[11]、全16巻）

### 読み切り
- ライズ（『モーニング』2012年46号[5]） - 第32回MANGA OPEN 森高夕次賞受賞[4]、デビュー作。[要出典]
- 悪春記（わるはるき） - 第34回MANGA OPEN 奨励賞受賞[12]。
- 南北朝キングスメン（『週刊Dモーニング新人増刊』2015冬号） - 『バンデット –偽伝太平記–』の原型となる作品[4]。
- シャムロック（『グランドジャンプむちゃ』2021年1月号[13]） -  戦国時代の終わりにシャム（現在のタイ）へと渡り立身出世を遂げた山田長政を題材とした読み切り[13]。
- 鬼ゴロシ 特別編（『週刊漫画ゴラク』2025年3月7日号[14]）

### その他
- 田島列島『水は海に向かって流れる』第1巻帯推薦コメント[15]（2019年5月[15]）